# Fast Five (soundtrack)
Fast Five: Original Motion Picture Soundtrack (ook uitgebracht als: Fast & Furious 5: Rio Heist - Original Motion Picture Soundtrack) is de originele soundtrack van de film Fast Five. Het album werd uitgebracht op 25 april 2011 op iTunes en 3 mei 2011 op cd door ABKCO Records.
Het album bevat muziek van verschillende artiesten die in de film zijn gebruikt en de originele filmmuziek van Brian Tyler.

## Nummers
1. How We Roll (Fast Five Remix) - Don Omar, Busta Rhymes, Reek da Villian & J-Doe (4:09)
2. Desabafo / Deixa Eu Dizer - Marcello D2 & Claudia (2:56)
3. Assembling the Team - Brian Tyler (3:35)
4. L. Gelada-3 De Madrugada - MV Bill (7:20)
5. Carlito Marron Carlinhos Brown (4:07)
6. Han Drifting - Hybrid (1:56)
7. Million Dollar Race - Edu K & Hybrid (2:24)
8. Mad Skills - Brian Tyler (3:51)
9. Batalha - ObandO (4:16)
10. Danza Kuduro - Don Omar & Lucenzo (3:19)
11. Follow Me Follow Me (Quem Que Caguetou?) ( Fast 5 Hybrid Remix) - Tejo, Black Alien & Speed (3:07)
12. Fast Five Suite - Brian Tyler (5:43)
13. Furiously Dangerous - Ludacris, Slaughterhouse & Claret Jai (4:04)

## Hitnoteringen
| Hitlijst                               | Hoogste positie |
| -------------------------------------- | --------------- |
| Australische albums (ARIA)             | 39              |
| Duitse albums (Offizielle Top 100)     | 23              |
| Franse albums (SNEP)                   | 90              |
| Mexicaanse albums (Top 1oo Mexico)     | 26              |
| Oostenrijkse albums (Ö3 Austria)       | 4               |
| Vlaamse albums (Ultratop)              | 59              |
| Waalse albums (Ultratop)               | 74              |
| Zwitserse albums (Schweizer Hitparade) | 7               |

## Fast Five (Original Motion Picture Score)
Fast Five: Original Motion Picture Score is de tweede soundtrack van de film Fast Five. Het album werd uitgebracht op 26 april 2011.
Het album bevat alleen de originele filmmuziek van Brian Tyler die werd uitgevoerd door het Hollywood Studio Symphony.

## Nummers
1. Fast Five (3:03)
2. The Perfect Crew (2:02)
3. Cristo Redentor (2:40)
4. Train Heist (8:36)
5. Remote Intel (2:21)
6. Hoobs (3:01)
7. Showdown on the Rio Niteroi (1:37)
8. Tapping In (1:36)
9. Turning Point (3:47)
10. Surveillance Montage (2:28)
11. Enemy of My Enemy (3:36)
12. Tego and Rico (2:51)
13. Hobbs Arrives (1:54)
14. Convergence (5:45)
15. Paradise (1:45)
16. Finding the Chip (1:07)
17. What Time Do They Open? (1:35)
18. Dom vs Hobbs (3:08)
19. Bus Busting (1:30)
20. Cheeky Bits (2:40)
21. The Job (1:37)
22. Connection (4:23)
23. The Vault Heist (9:51)
24. Full Circle (3:29)
25. Fast Five Coda (0:51)